# غوستافو ديلغادو
غوستافو ديلغادو (بالإسبانية: Gustavo Delgado)‏ هو مصارع هاوي مكسيكي، ولد في 8 سبتمبر 1960.

## وصلات خارجية
- غوستافو ديلغادو على موقع قاعدة بيانات المصارعة الدولية (الإنجليزية)
- غوستافو ديلغادو على موقع أوليمبيديا (الإنجليزية)